# Miško Prćić
Miško Prćić (Subotica, 8. svibnja 1878. - ?) je bio hrvatski novinar i političar iz Bačke. Bio je zemljoposjednik. 

## Politička karijera
Bio je angažiran u pokretu bunjevačkih Hrvata.
Kad je član Bunjevačke stranke Lazo Mamužić postao subotičkim gradonačelnikom 1894., uspio je izvući mandat sve do 1902. godine. Za njegova su mandata na sve glavne gradske dužnosti u Subotici došli bunjevački Hrvati. Tako je Miško Prćić postao voditeljem siročadskog stola, J. Antunović gradskim fizikom, Tit Mačković glavnim računovođom, a Josip Kujundžić javnim bilježnikom.
Bio je jedan od najutjecajnijih članova Pučke kasine. Podupirao je Luku Mamužića. Za općinske izbore 1904. u Subotici, bio je na listi Demokratske općinske stranke Laze Mamužića, zajedno s Lukom Pleskovićem i Stipanom Matijevićem, čime se nastojalo pridobiti bunjevačke Hrvate od "kršćanske stranke", okupljene oko Paje Kujundžića i bivših članova Kola mladeži.
Kad je 1923. umro zastupnik Bunjevačko-šokačke stranke Ivan Evetović, zamijenio ga je na njegovom mjestu u Narodnoj skupštini Antun Bošnjak, a kad je 1924. godine umro Vranje Sudarević, kao njegov zamjenik s liste BŠS za zastupnika je došao Miško Prćić.
Vodio je jednu frakciju Bunjevačko-šokačke stranke nakon što se raspala 1924. godine. Obnašao je dužnost gradskog vijećnika 1929. godine. Mnogo je kritizirao Bunjevačku prosvetnu maticu zbog rasipništva, zbog toga što je bila protežirana (zgradu joj se omogućilo kupiti znatno ispod cijene) i zbog toga što nije obnašala ono za šta je bila formirana - prosvjećivanje naroda, nego "se pretvorila u običnu birtiju, gdje su se priređivale partijske večere".
Bio je starješinom Orlova (usp. Orlovstvo, Hrvatski orlovski savez) 1927. do 1930. godine.

## Novinarska karijera
Nakon rata uređivao je nekoliko listova bunjevačkih Hrvata.
Uređivao je 1920-ih subotički dvotjednik Hrvatske novine, stranački list Vojvođanske pučke stranke. Taj je list u svoje vrijeme bio jedinim novinama koje su imale hrvatski predznak u Bačkoj. Taj je položaj imao u novinama hrvatskog predznaka zbog tolerantne politike Bunjevačko šokačke stranke koj je u svoje redove primila i onaj manji broj bunjevačkih Hrvata koji se nisu osjećali Hrvatima, ali koji se nisu priklonili prosrpskim strankama. To su bile osobe koje su bile vrlo privrženi katoličanstvu te zbog toga protiv srpske politike u državi. BŠS i nacionalno svjesni bunjevački Hrvati su tolerirali tu nehrvatsku struju iz jednostavnog razloga što su bili u srodstvu, da je potrebno svoje držati skupa, tim više što su nacionalno probuđeni bunjevački Hrvati bili svjesni da da hrvatski nacionalno-integracijski proces u Bačkoj nije do kraja završio tih godina. Kao posljedica te suradnje i bliskosti je položaj novinara Miška Prćića, bunjevačkog Hrvata, koji iako se izjašnjavao Jugoslavenom, uređivao je od 1925. do 1929. subotičke Hrvatske novine, dakle novine koji se u nosile hrvatsko ime, a to su u ono vrijeme bile jedine novine u Bačkoj koje su se uopće zvale hrvatskim imenom.
Kad je Šestosiječanjskom diktaturom kralj Aleksandar Karađorđević zabranio porabu nacionalnih imena, list je promijenio ime te je od siječnja 1930. do 4. travnja 1941. izlazio pod imenom Subotičkih novina. Prćić im je bio izdavačem i glavnim urednikom 1930. – 1931., a kasnije Blaško Rajić.